# Nina Griaznowa-Łapszyna
Nina Michajłowna Griaznowa-Łapszyna, ros. Нина Михайловна Грязнова-Лапшина (ur. ?) – komendantka kobiecego obozu pracy nr 6, a następnie propagandystka Sił Zbrojnych Komitetu Wyzwolenia Narodów Rosji podczas II wojny światowej
Na przełomie lat 30./40. była nauczycielką w szkole podstawowej w rejonie porchowskim leningradzkiego obwodu. Po zajęciu tych terenów przez wojska niemieckie jesienią 1941 r., została sprzątaczką w kuchni polowej jednego z niemieckich oddziałów wojskowych. Następnie zaczęła uczyć w gimnazjum w okupowanej Gatczynie. Jesienią 1943 r. została skierowana na kursy przygotowawcze dla kierowników obozów "obowiązku pracy", po ukończeniu których objęła funkcję komendanta kobiecego obozu pracy nr 6 pod Narwą (przybywało w nim ok. 250 dziewczynek).  Artykuł o jej działalności pt. "Komandiry armii truda" został opublikowany 5 listopada tego roku w kolaboracyjnym piśmie "Siewiernoje słowo". Po rozformowaniu obozu jesienią 1944 r., N. M. Griaznowa-Łapszina ochotniczo wstąpiła do nowo formowanych Sił Zbrojnych Komitetu Wyzwolenia Narodów Rosji. Po ukończenia kursu propagandowego otrzymała stopień porucznika. Następnie prowadziła na froncie audycje radiowe po rosyjsku, w których przyzywała żołnierzy Armii Czerwonej do przejścia na stronę Niemców. Po zakończeniu wojny dostała się do niewoli alianckiej. 5 listopada 1945 r. została aresztowana przez Sowietów. Po procesie skazano ją w styczniu 1946 r. na karę 20 lat łagrów. Odbywała ją na Magadanie. Po 10 latach wyszła na wolność. Powróciła do Gatczyny. W 2002 r. została zrehabilitowana, ale w 2005 r. cofnięto rehabilitację.